# دریاچه تانگانیکا
دریاچه تانگانیکا (انگلیسی: Tanganyika) دریاچه‌ای ب در مرکز آفریقا و در جنوب خط استوا است. دریاچه تانگانیکا، دومین دریاچه عمیق آب شیرین جهان پس از دریاچه بایکال در سیبری روسیه و همچنین طویل‌ترین دریاچه آب شیرین جهان است. این دریاچه بین چهار کشور تانزانیا، جمهوری دموکراتیک کنگو (DRC)، بوروندی و زامبیا مشترک است. تانزانیا با (۴۶٪) و جمهوری دموکراتیک کنگو با (۴۰٪) بیشترین سهم دریاچه را در اختیار دارند. آب دریاچه تانگانیکا از طریق رودخانه کنگو در نهایت به اقیانوس اطلس می‌ریزد.
اروپائیان برای نخستین بار این دریاچه را در سال ۱۸۵۸ کشف کردند. ریچارد برتون و جان اسپیک به هنگام جستجو برای یافتن سرچشمه رودخانه نیل به این دریاچه برخوردند. اسپیک کاوش خود را ادامه داد و نهایت سرچشمه اصلی رود نیل یعنی دریاچه ویکتوریا را یافت. تانگانیکا در نشست غربی دره نشستی بزرگ آفریقا قرار دارد.

## ریشه لغوی
واژه تانگانیکا ظاهراً به معنی «دریاچه بزرگی که مانند جلگه ای پراکنده می‌شود» یا «دریاچه ای دشت مانند» می‌باشد.

## جغرافیا و تاریخ زمین‌شناسی
دریاچه تانگانیکا در بریدگی (گسل) آلبرتین، شاخه غربی گسل شرقی آفریقا واقع شده است و توسط دیوارهای کوهستانی دره محصور شده است. این بزرگ‌ترین دریاچه گسلی در آفریقا و دومین دریاچه بزرگ از نظر حجم در جهان است. تانگانیکا ژرف‌ترین دریاچه در آفریقا است و بیشترین حجم آب شیرین آفریقا و ۱۶٪ از کل آب شیرین موجود در جهان را در خود جای داده است. طول آن ۶۷۶ کیلومتر (۴۲۰ مایل) در یک جهت کلی شمال-جنوب امتداد یافته و به‌طور متوسط ۵۰ کیلومتر (۳۱ مایل) عرض دارد. وسعت دریاچه ۳۲۹۰۰ کیلومتر مربع (۱۲٬۷۰۰ مایل مربع)، با ۱۸۲۸ کیلومتر (۱۱۳۶ مایل) خط ساحلی، عمق متوسط ۵۷۰ متر (۱۸۷۰ فوت) و حداکثر عمق ۱۴۷۱ متر (۴۸۲۶ فوت) (در حوضه شمالی) تخمین زده می‌شود و ۱۸۹۰۰ کیلومتر مکعب آب را در خود جای داده است.
حوضه آبریز دریاچه ۲۳۱۰۰۰ کیلومترمربع (۸۹٬۰۰۰ مایل مربع) است. دو رودخانه اصلی به درون دریاچه و همچنین چندین رودخانه و نهرهای کوچک که طول آنها به کوه‌های شیب دار اطراف دریاچه محدود است می‌ریزند. یک خروجی عمده آب دریاچه رودخانه لوکوگا (Lukuga) است.
اصلی‌ترین رودخانه ای که به دریاچه می‌رود رودخانه روزیزی (Ruzizi) است که در حدود ۱۰٬۰۰۰ سال پیش شکل گرفته است و از دریاچه کیوو وارد شمال دریاچه می‌شود. رودخانه مالاگاراسی (Malagarasi)، که دومین رود بزرگ تانزانیا است، وارد ضلع شرقی دریاچه تانگانیکا می‌شود. مالاگاراسی قدیمی تر از دریاچه تانگانیکا است و پیش از شکل‌گیری این دریاچه، احتمالاً آب رودخانه رودخانه لوالابا (Lualaba)، سرشاخه اصلی رودخانه کنگو بود.

### جزایر
از بین چندین جزیره در دریاچه تانگانیکا، مهم‌ترین آنها عبارتند از:
- جزیره کاوالا (Kavala Island) (جمهوری دموکراتیک کنگو)
- جزایر مومبا کایندا (Mamba-Kayenda) (جمهوری دموکراتیک کنگو)
- جزیره میلیما (Milima) (جمهوری دموکراتیک کنگو)
- جزیره کیبشی (Kibishie) (جمهوری دموکراتیک کنگو)
- جزیره موتوندوه (Mutondwe)(زامبیا)
- جزیره کامبولا (Kumbula)(زامبیا)

## مشخصات فیزیکی و شیمیایی آب
به‌طور کلی آب دریاچه قلیایی است. در عمق ۰ تا ۱۰۰ متری pH حدود ۹ است. در عمق بالاتر از ۱۰۰ متر در حدود ۸٫۷ است، که به تدریج در عمیق‌ترین نقاط تانگانیکا به ۸٫۳ تا ۸٫۵ کاهش می‌یابد. یک الگوی مشابه را می‌توان در هدایت الکتریکی مشاهده کرد، از ۶۷۰ میکرومتر بر سانتیمتر در قسمت بالایی تا ۶۹۰ میکرومتر بر سانتیمتر در اعماق.
درجه حرارت سطح آب به‌طور کلی از حدود ۲۴ درجه سانتیگراد (۷۵ درجه فارنهایت) در قسمت جنوبی دریاچه در اوایل ماه اوت تا ۲۸–۲۹ درجه سانتیگراد (۸۲–۸۴ درجه فارنهایت) در اواخر فصل باران در مارس-آوریل متغیر است. در عمق بالاتر از ۴۰۰ متر (۱۳۰۰ فوت)، درجه حرارت بین ۲۳٫۱ تا ۲۳٫۴ درجه سانتیگراد (۷۳٫۶–۷۴٫۱ درجه فارنهایت) بسیار پایدار است. آب دریاچه از دهه ۱۸۰۰ به تدریج در حال گرم شدن است و این امر با گرم شدن کره زمین از دهه ۱۹۵۰ سرعت بیشتری یافته است.

## زیست‌شناسی

### خزندگان
دریاچه تانگانیکا و تالابهای مرتبط با آن دارای تمساح‌های نیل (از جمله غول معروف گوستاو)، سه گونه لاک پشت که گونه نه در خود دریاچه بلکه در تالاب‌های مجاور است. گونه ای مار کبرا بنام (Storm's water cobra) که یک زیرگونه تهدید شده از کبرای آب‌بند دار که به‌طور عمده از ماهی تغذیه می‌کند و فقط در ساحل‌های سنگی دریاچه تانگانیکا یافت می‌شود.

### ماهی سیچلاید

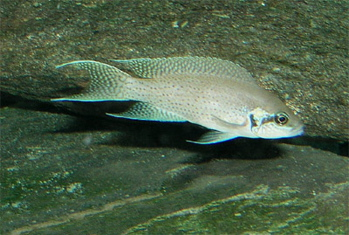
یکی از گونه‌های سیچلاید دریاچه تانگانیکا Neolamprologus brichardi

این دریاچه حداقل ۲۵۰ گونه مختلف از ماهی (Cichlid) که همگی گونه‌های منحصر بفردی باقی مانده‌اند را در خود جای داده است. تقریباً ۹۸٪ سیچلایدها بومی دریاچه تانگانیکا هستند و از این رو تانگانیکا یک منبع بیولوژیکی مهم برای مطالعه تکامل ماهیان است.
اگرچه تانگانیکا گونه‌های سیچلاید به مراتب کمتری نسبت به دریاچه‌های مالاوی و ویکتوریا دارد که هر دو جهش‌های ژنتیکی نسبتاً جدید گونه‌های انفجاری را تجربه کرده‌اند (منجر به بسیاری از گونه‌های نزدیک به هم می‌شوند)، اما سیچلایدهای تانگانیکا از نظر اخلاقی و ژنتیکی متنوع‌ترین است. این مربوط به قدمت تانگانیکا است، زیرا بسیار قدیمی تر از دریاچه‌های دیگر است. تانگانیکا دارای بیشترین تعداد ژن سیچلاید بومی در بین همه دریاچه‌های آفریقا است. تمام سیچلایدهای تانگانیکا در زیر خانواده سیچلایدهای آفریقایی (Pseudocrenilabrinae) هستند. از ۱۰ گونه در این زیر خانواده، نیمی شامل (Cyprichromini , Ectodini , Lamprologini , Limnochromini و Tropheini) به‌طور عمده یا کاملاً محدود به دریاچه و سه مورد دیگر (Haplochromini , Tilapiini و Tylochromini) از گونه‌های موجود در دریاچه هستند.

سیچلاید های دریاچه تانگانیکا
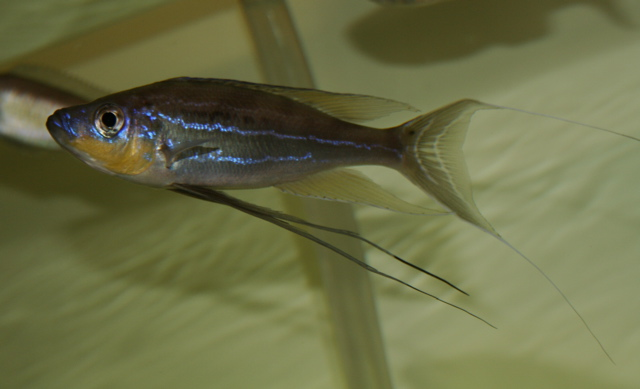
Benthochromini
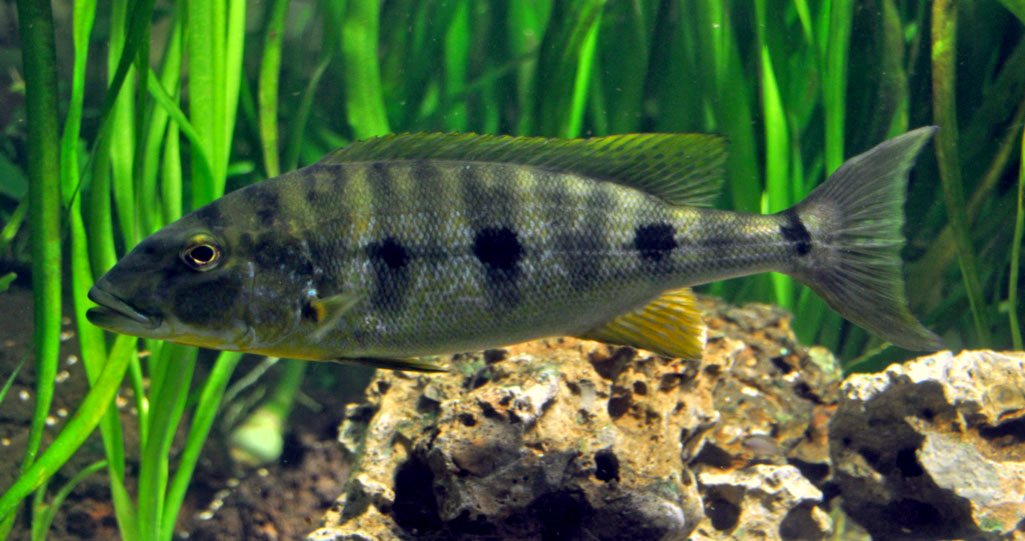
Boulengerochromini
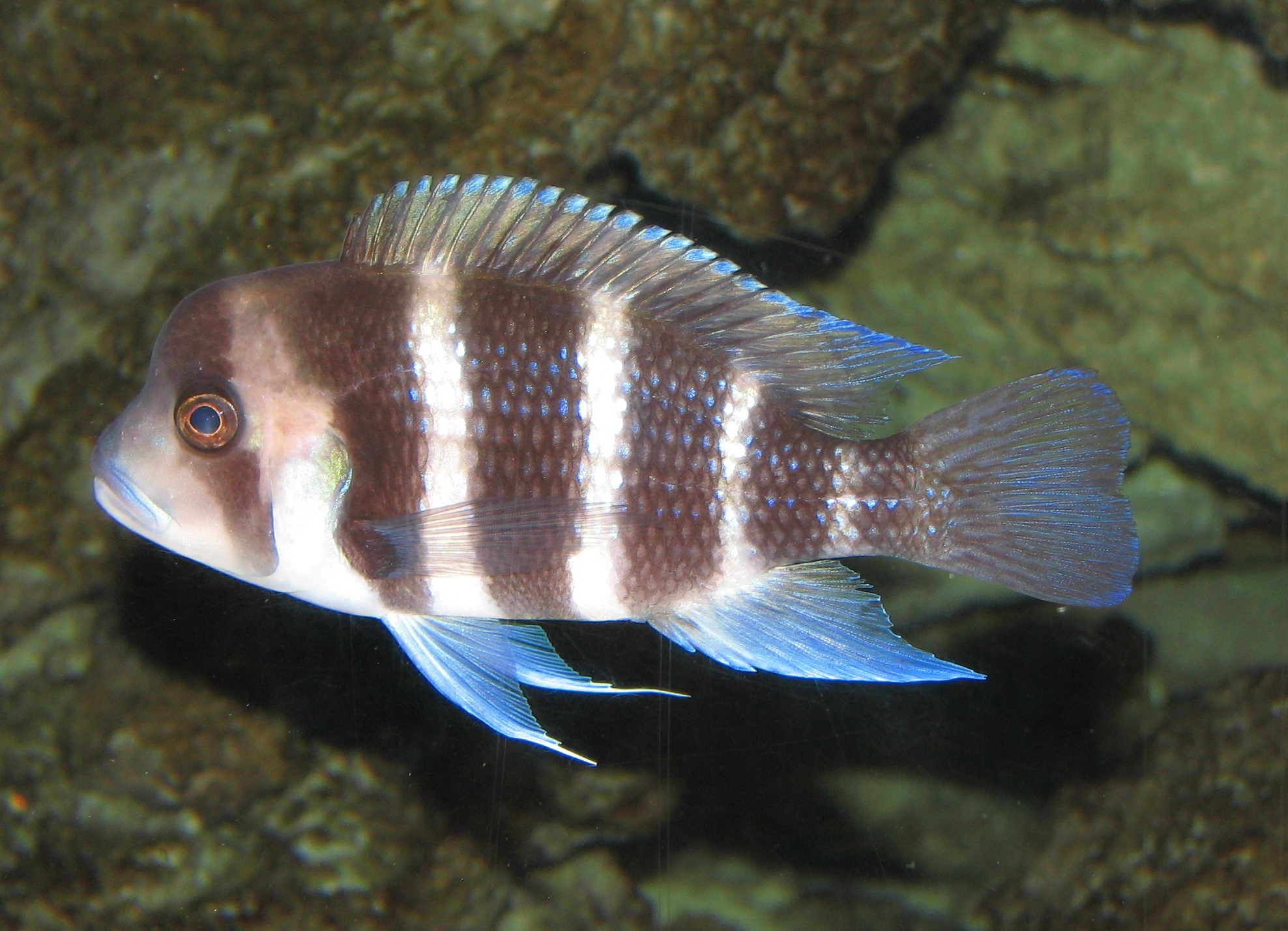
Cyphotilapiini
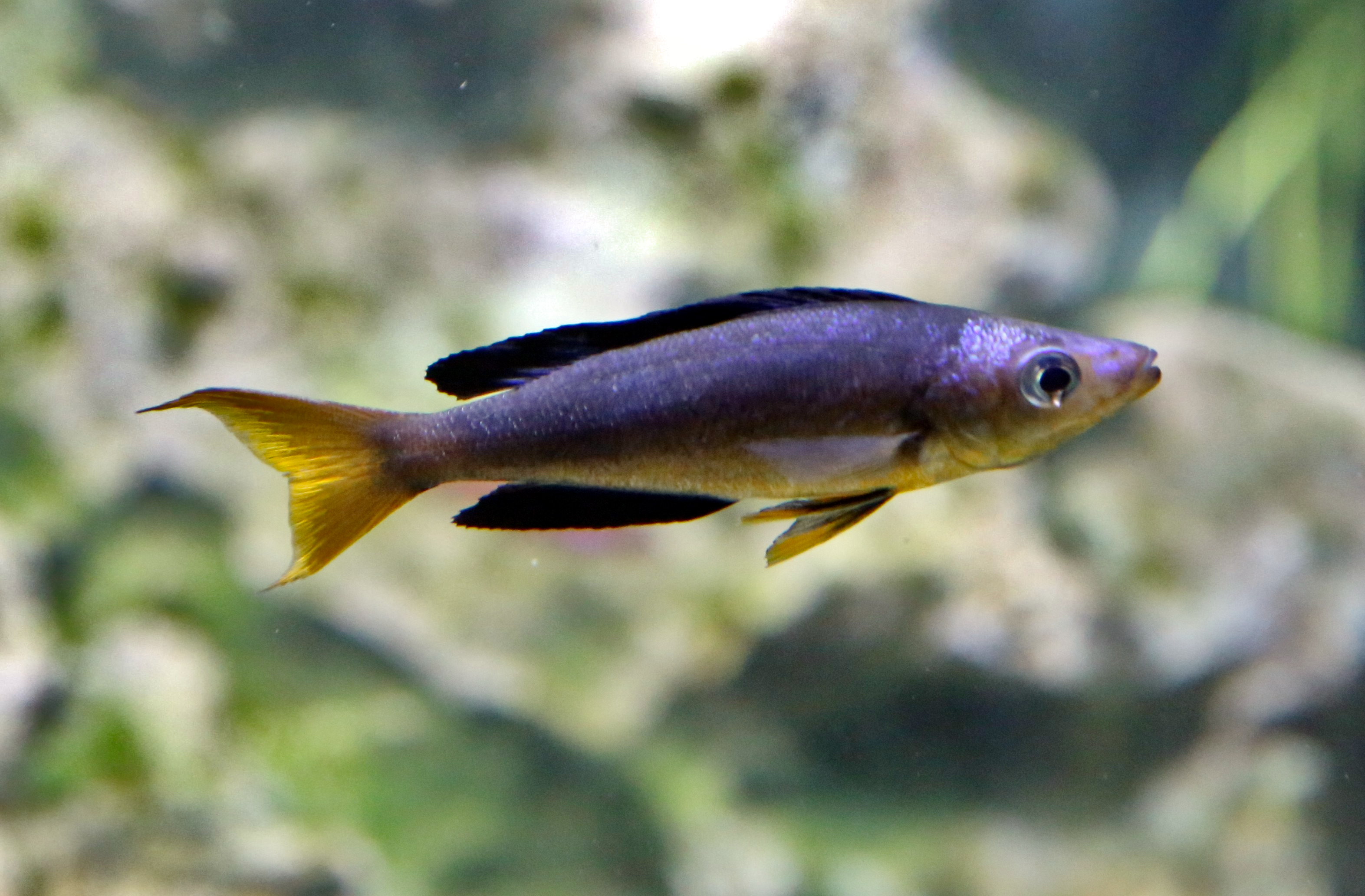
Cyprichromini
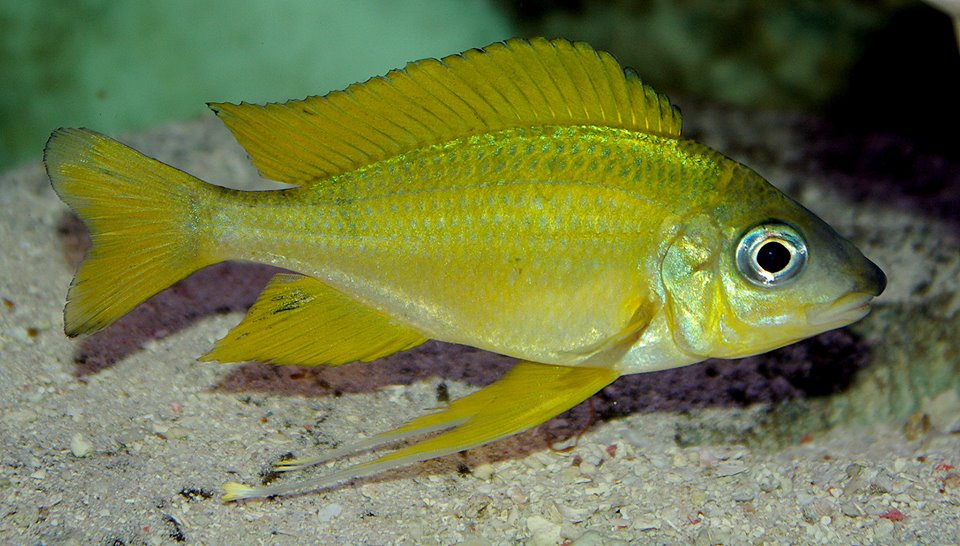
Ectodini
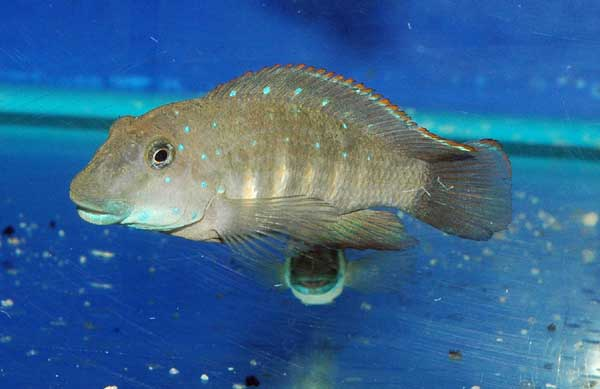
Eretmodini
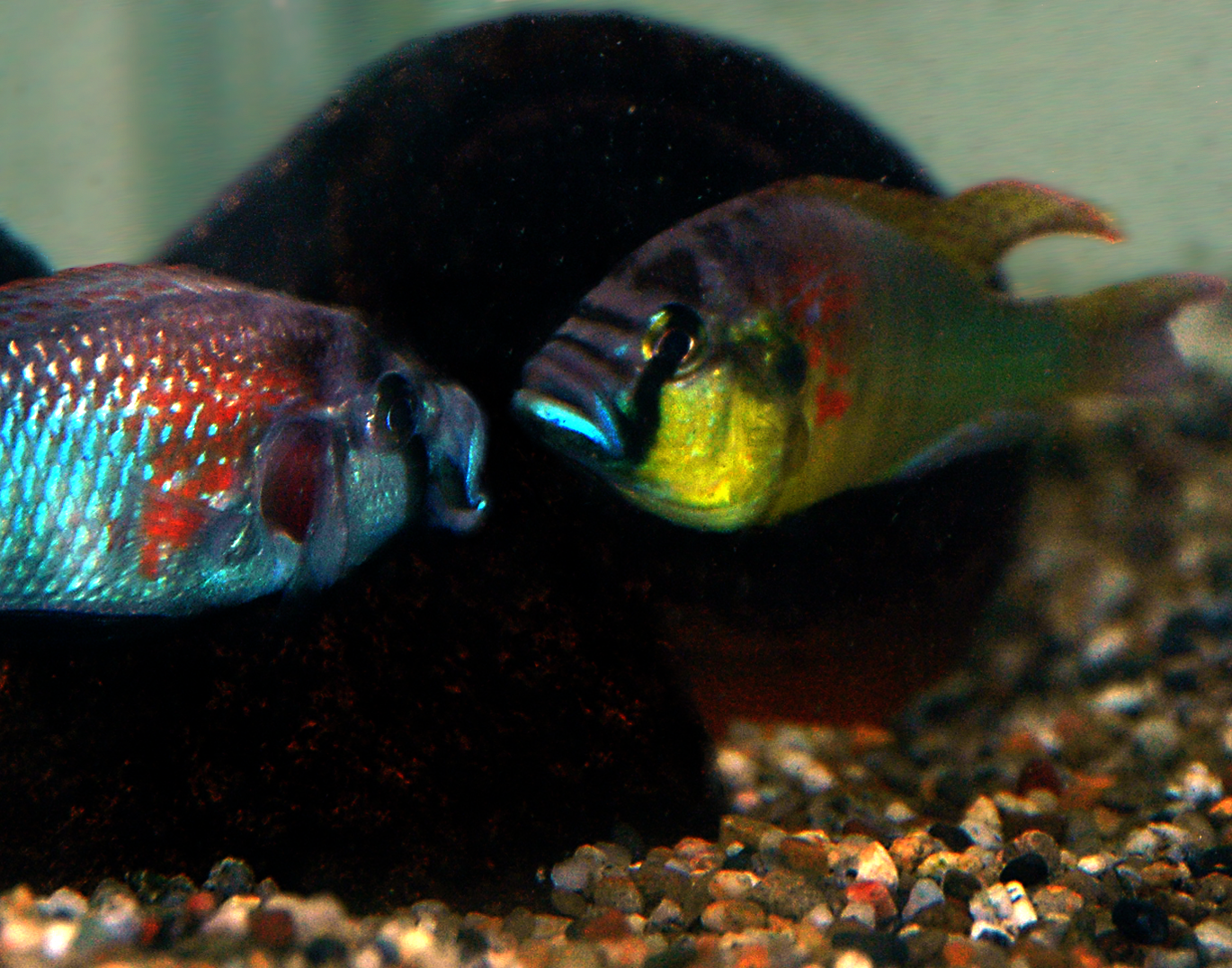
Haplochromini: Astatotilapia burtoni
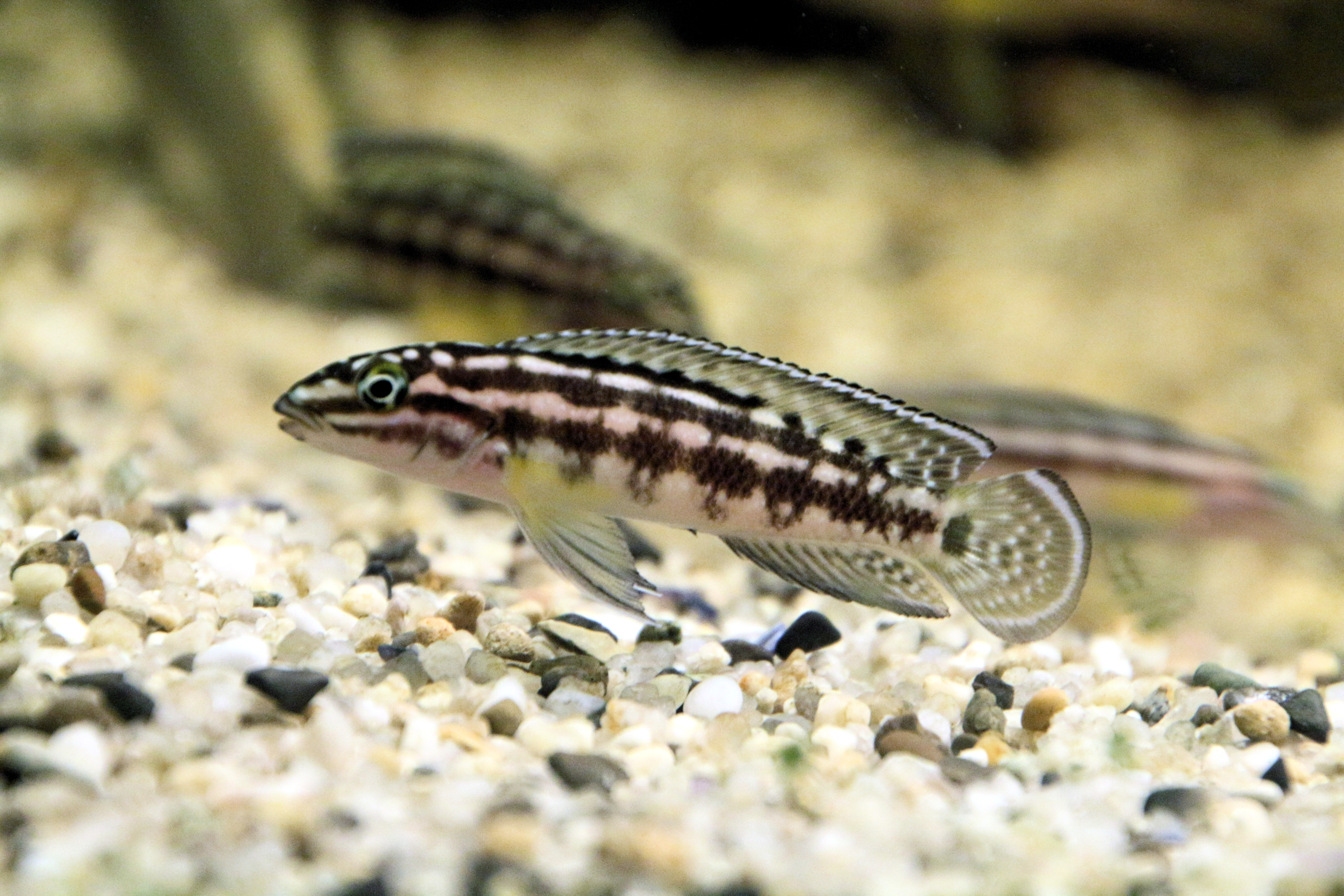
Lamprologini
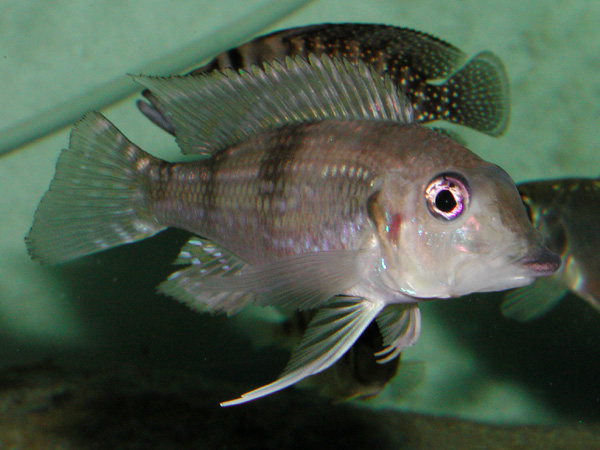
Limnochromini
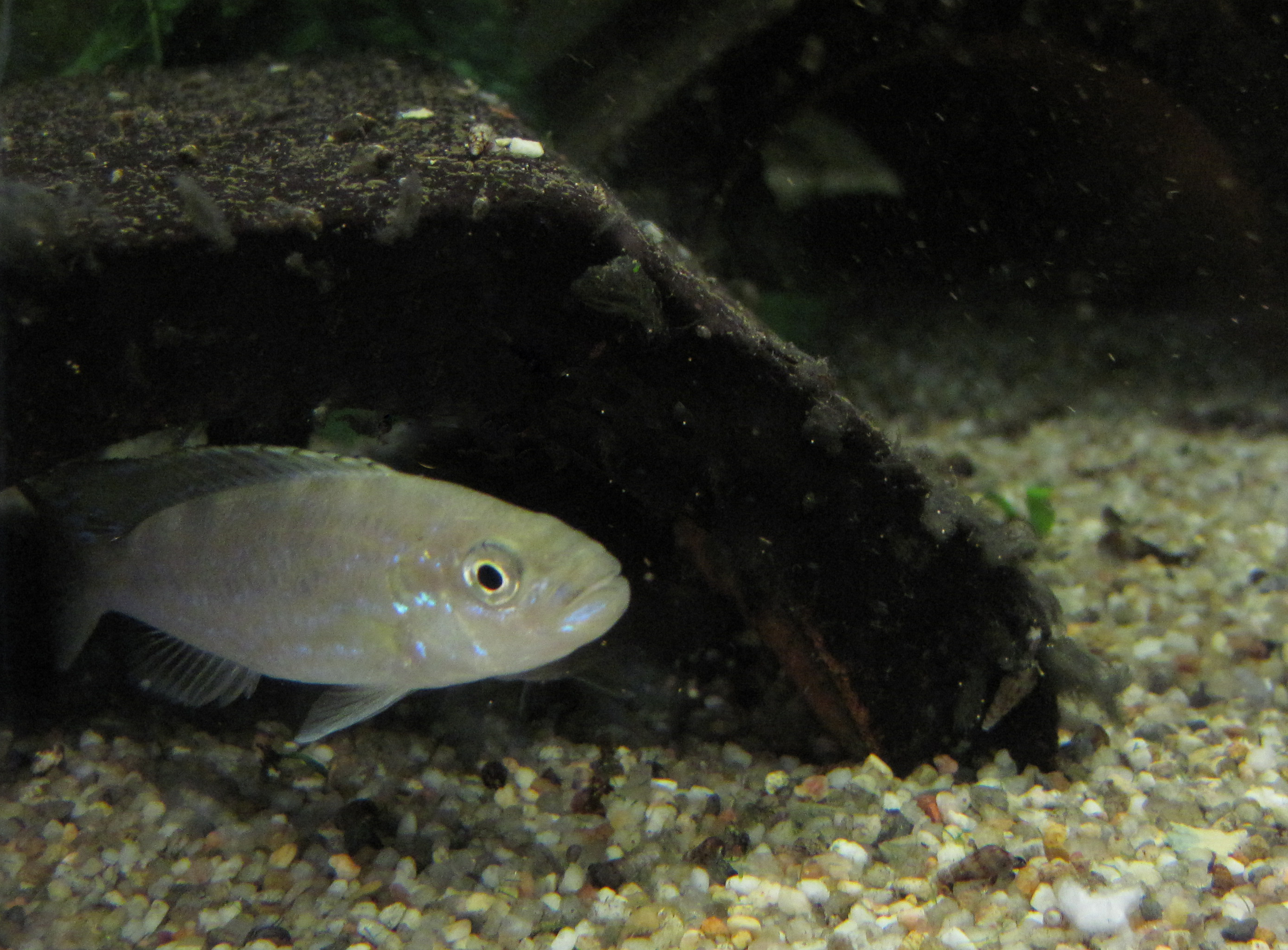
Perissodini
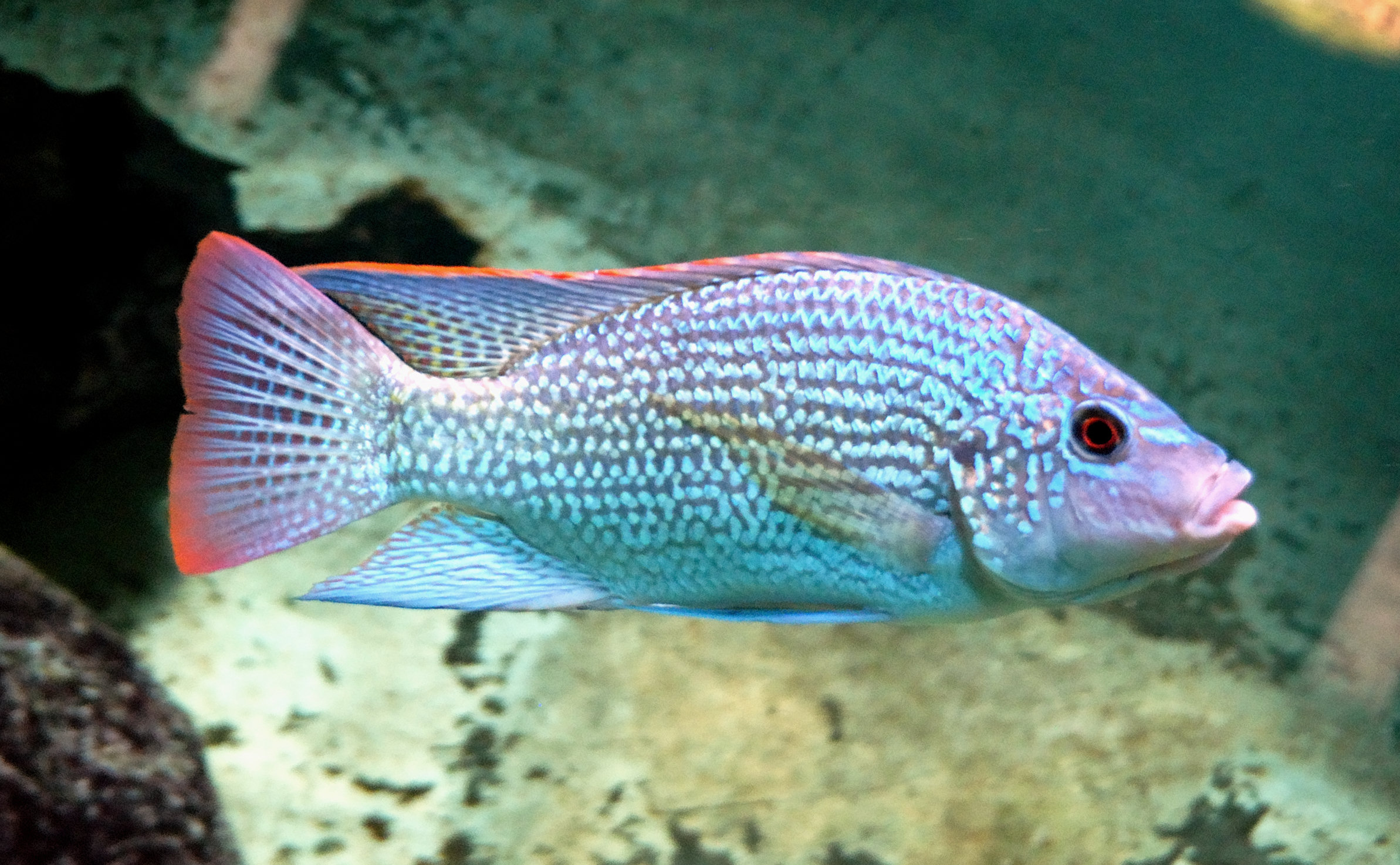
Tilapiini: Oreochromis tanganicae
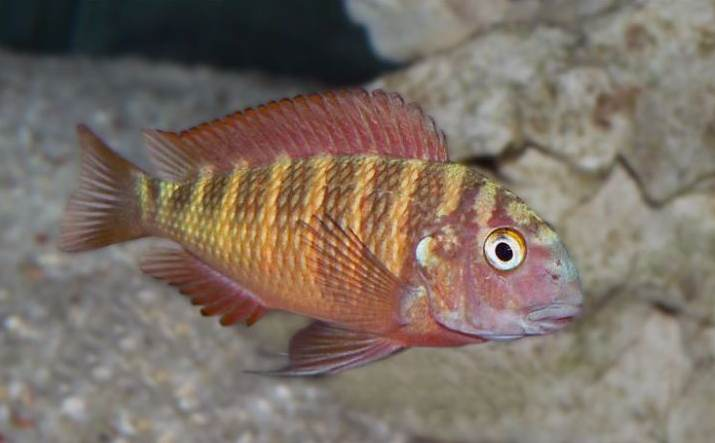
Tropheini

## ماهیان دیگر

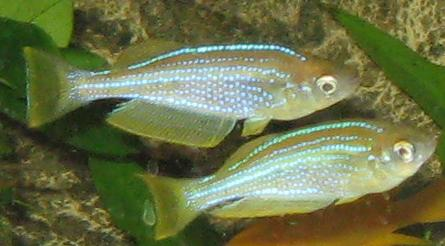
Tanganyika killifish (Lamprichthys tanganicanus) تنها عضو از این گونه

در دریاچه تانگانیکا بیش از ۸۰ گونه از ماهی‌های غیر سیچلاید وجود دارد و حدود ۶۰٪ از این گونه‌ها بومی هستند.
آبهای آزاد منطقه پلاجیک (pelagic) بر چهار گونه غیر سیکلید حاکم است: دو گونه "Tanganyika sardine" (Limnothrissa miodon و Stolothrissa tanganicae) بزرگ‌ترین تراکم زیستی ماهی در این منطقه را تشکیل می‌دهند.
از جمله ماهی‌های غیرمعمول در دریاچه می‌توان به «گربه ماهی فاخته» اشاره کرد. شش جنس گربه ماهی کاملاً محدود به حوضه دریاچه است: Bathybagrus , Dinotopterus , Lophiobagrus , Phyllonemus , Pseudotanganikallabes و Tanganikallabes. اگرچه در سطح جنس بومی نیست، شش گونه از گربه ماهی Chrysichthys فقط در حوضه تانگانیکا یافت می‌شوند که در آب‌های کم عمق و نسبتاً عمیق زندگی می‌کنند؛ در زیستگاه دوم آنها شکارچیان اصلی و روبنده‌ها هستند. ۱۵ گونه مارماهی خاردار Mastacembelus ساکن دریاچه است که همه بجز یکی بومی است. اگرچه سایر دریاچه‌های بزرگ آفریقایی دارای گربه ماهی Synodontis، گربه ماهیان بومی و مارماهی‌های خاردار Mastacembelus هستند، اما تنوع نسبتاً زیاد منحصر به تانگانیکا است، که احتمالاً مربوط به قدمت دریاچه است.
در میان ماهی‌های غیر بومی، برخی از آنها گونه‌های گسترده آفریقایی هستند، اما تعداد کمی از آنها فقط در حوضه‌های رودخانه مالاگارازی و کنگو زندگی می‌کنند.

## نگارخانه

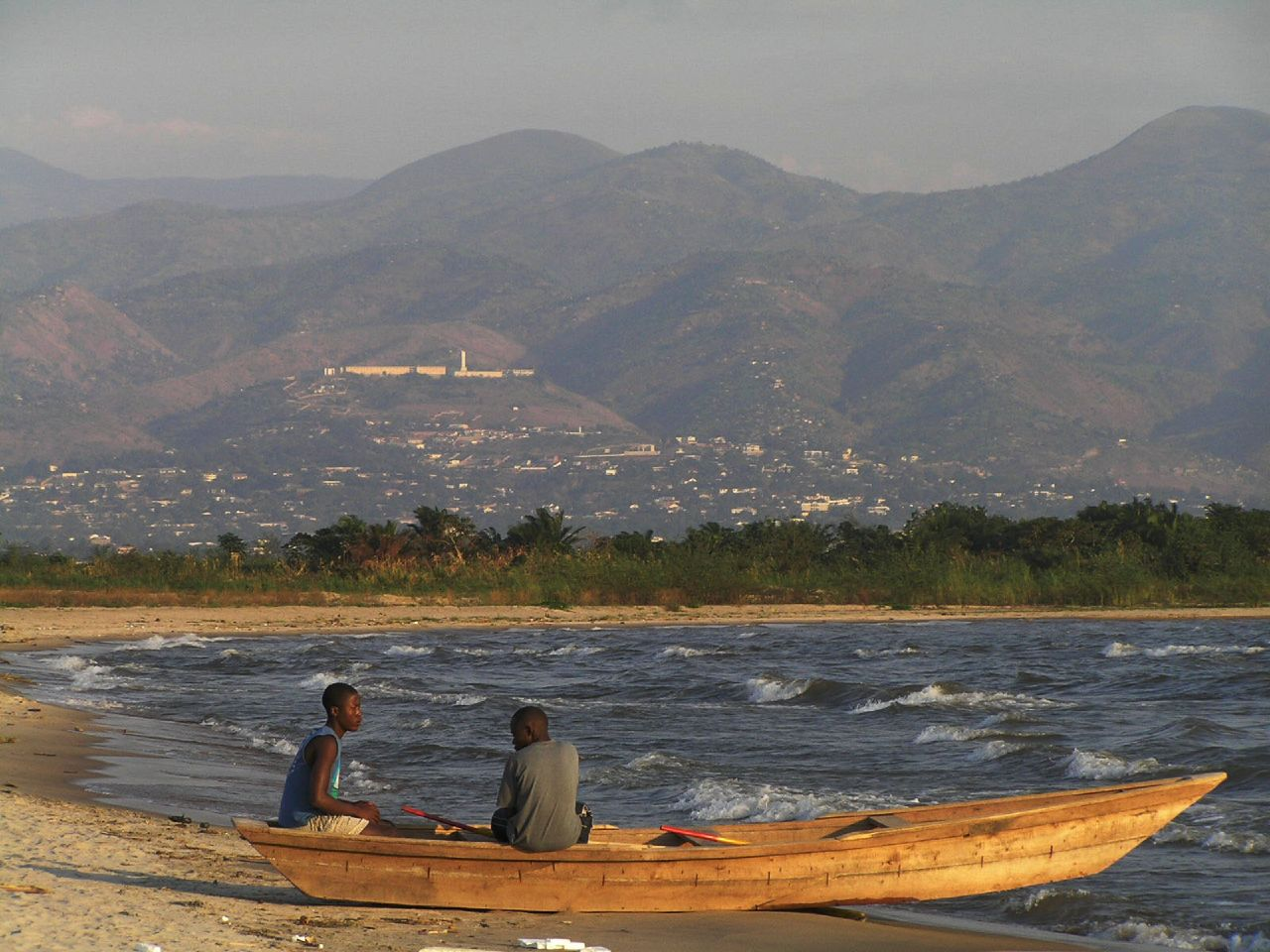
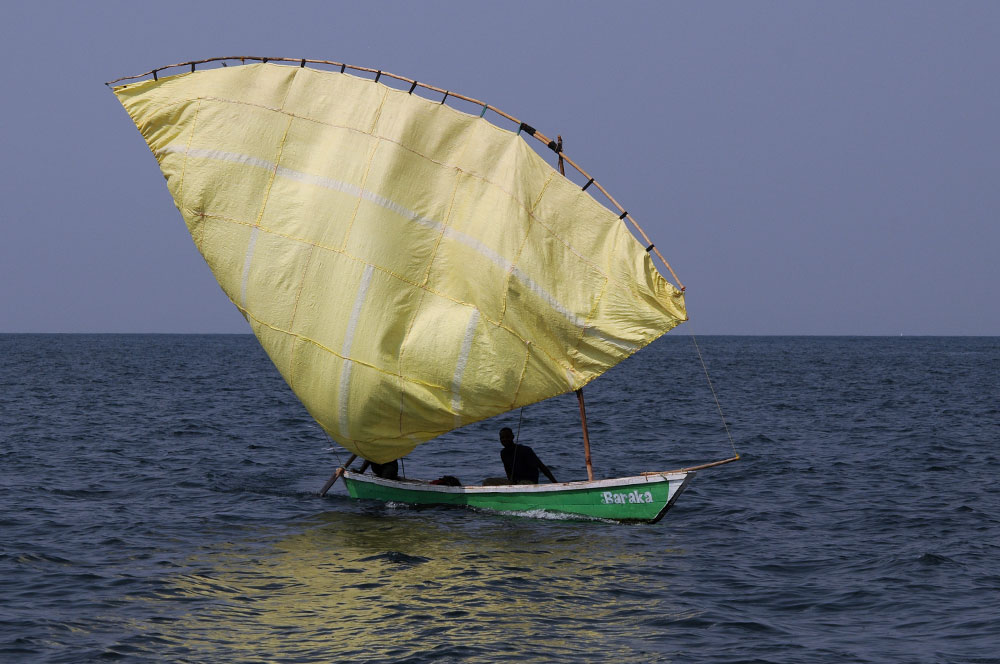
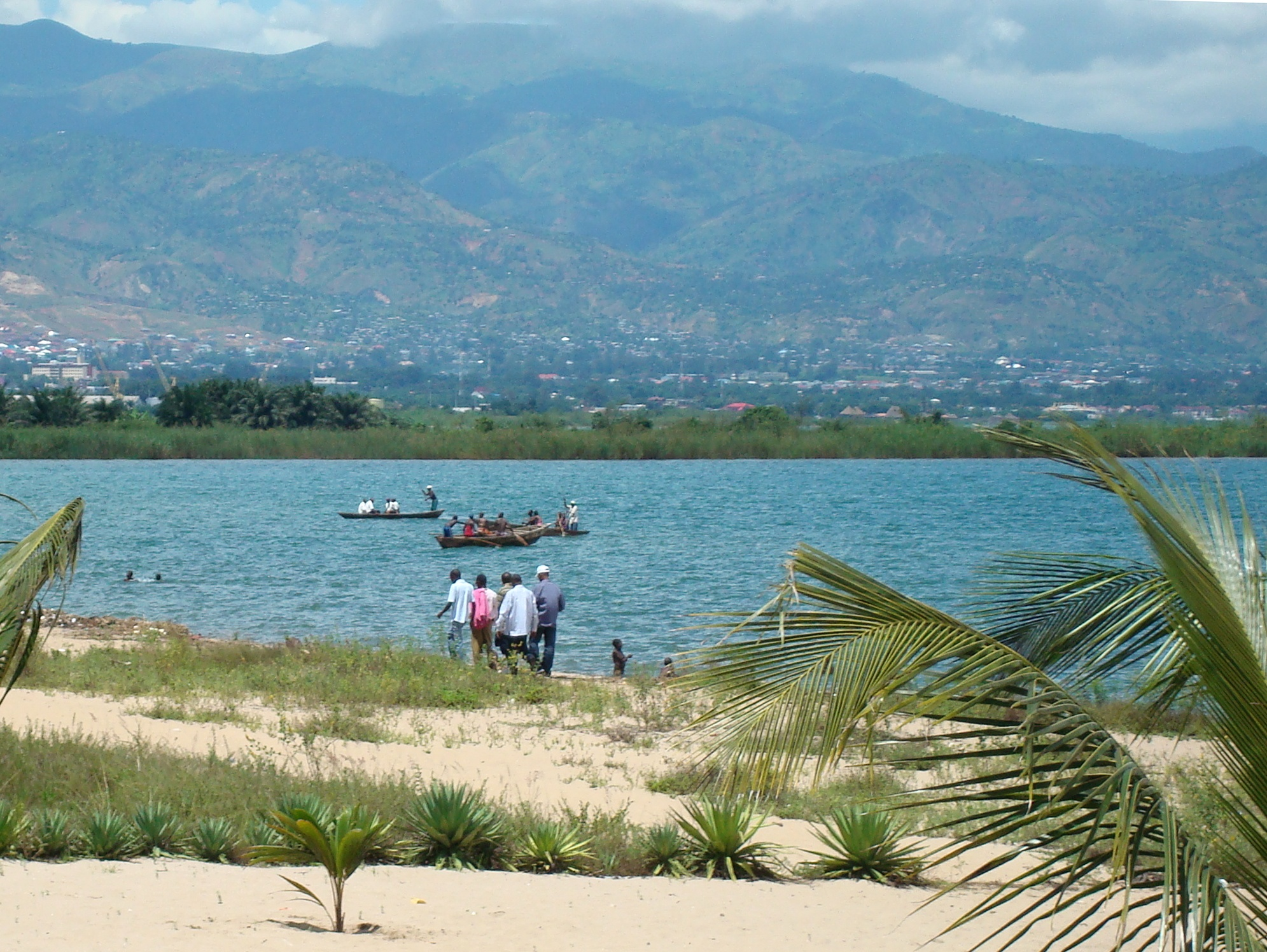
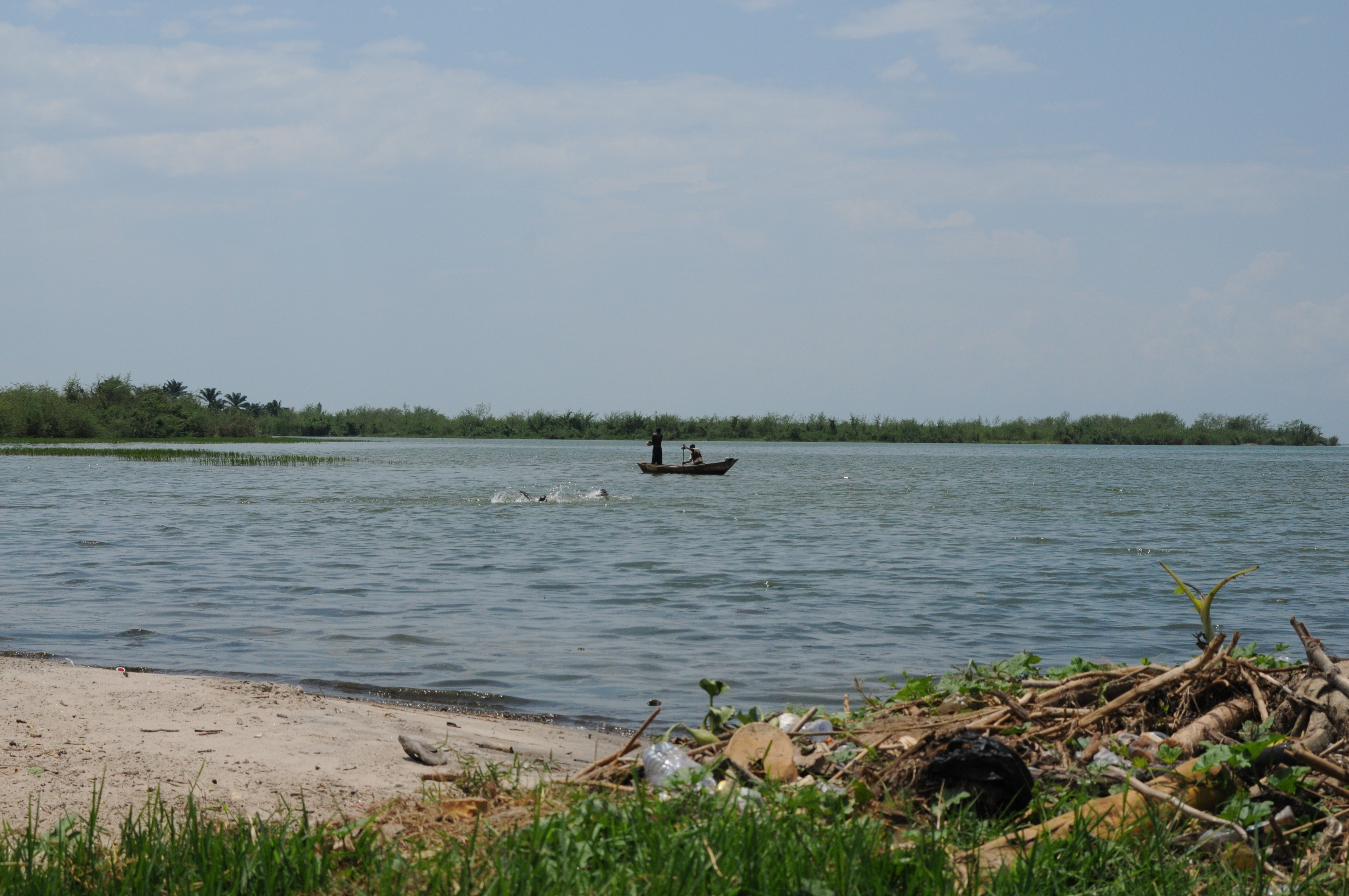
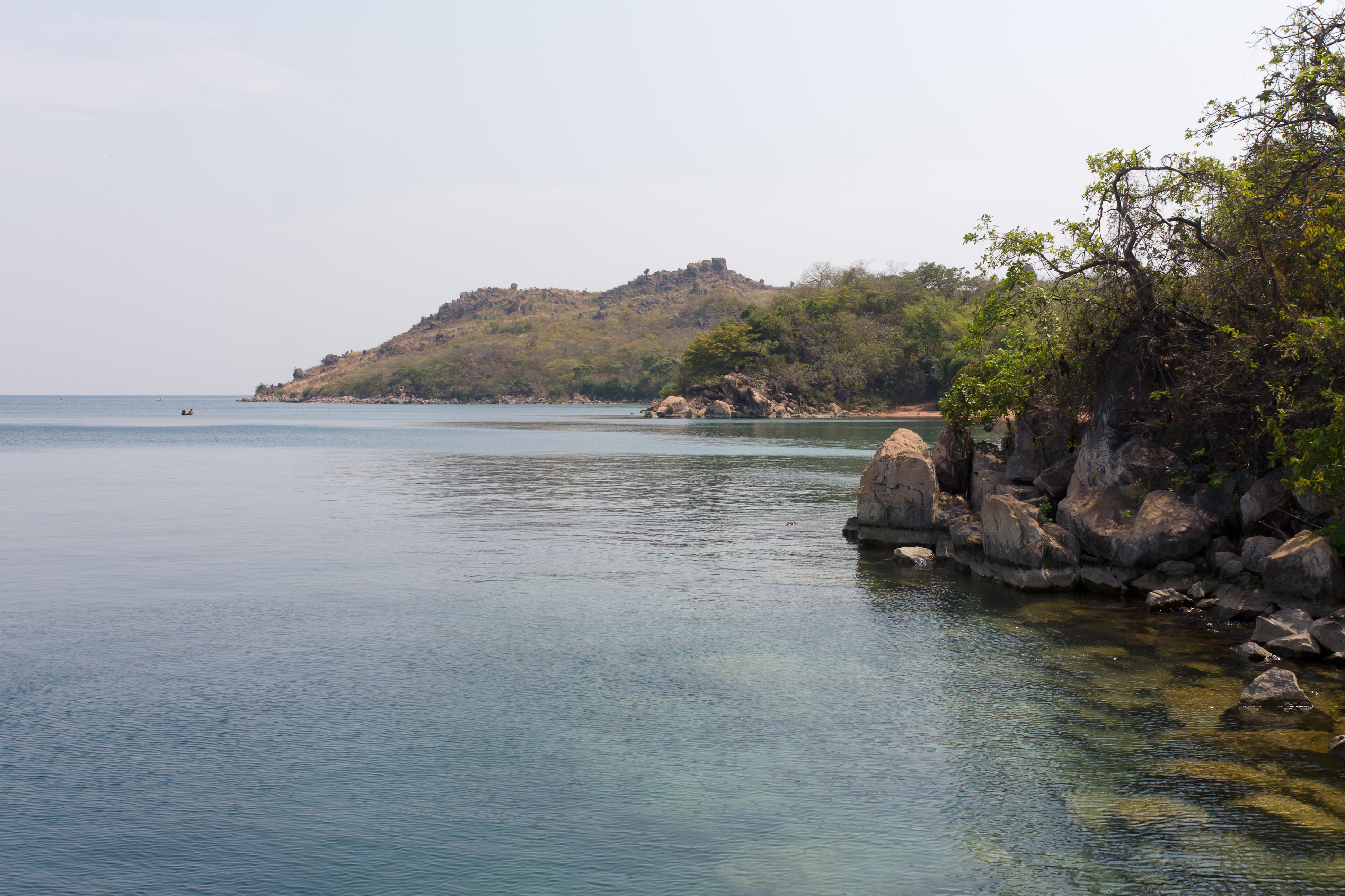
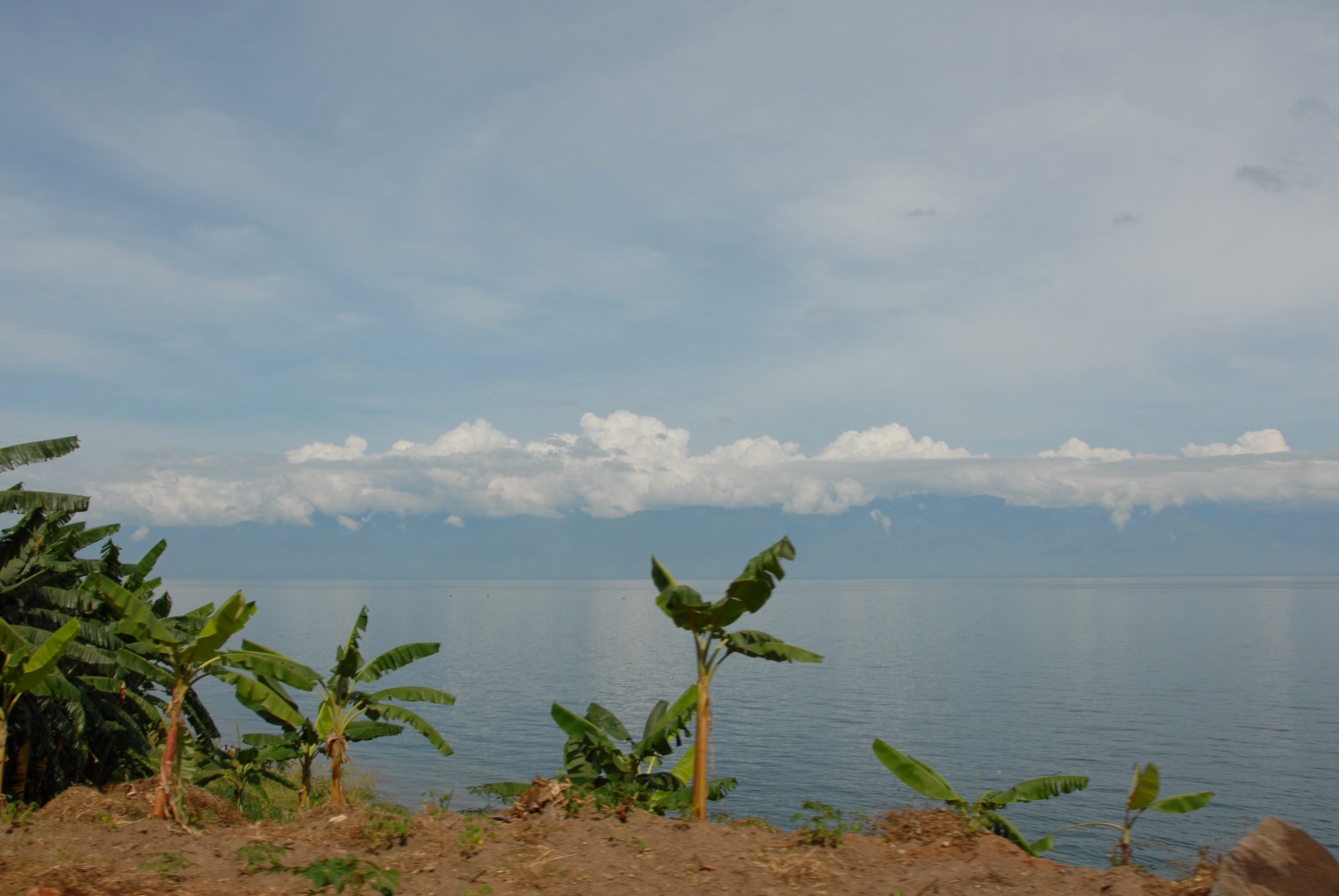